# リリアン・タイガー
リリアン・タイガー（LiLiane Tiger、1985年3月13日 - ）は、チェコのポルノ女優。プラハ出身。

## 来歴
2005年から2008年にかけて4年連続でAVNアワードの外国人女優部門にノミネートされるも、受賞はならなかった。『桃色スーパーモデル』など映画出演歴もある。